# Пограђе
Пограђе (алб. Pogragjë, Pogragja или Pograxhë, Pograxha) је насеље у општини Клина на Косову и Метохији. Село се први пут помиње 1314. године у даровној повељи краља Стефана Милутина његовом манастиру Бањској. По турском попису — дефтеру из 1455. године село је имало 30 српских домова, на челу са православним попом. Црква Светог Димитрија или Доња црква првобитно је била посвећена Светом Николи. Подигнута је у другој половини 16. века. Стручно је обновљена 1967. године и данас је законом заштићена. Изнад Пограђа се налазе рушевине Горње цркве, коју мештани зову Свети Врачи. У нартексу цркве су сачувани остаци фресака из 16. века, по чему се суди да је црква још старија. У близини села су рушевине средњовековног града Градишта, за који мештани тврде да је ту био двор сестре проклете Јерине. Постоји и брдо Јерињак, са остацима другог средњовековног града, који народ зове Јеринин град.
Овде се налазе Горња црква у Пограђу и црква Светог Димитрија — Доња црква у Пограђу.

## Демографија
Насеље има албанску етничку већину.
Број становника на пописима:
- попис становништва 1948. године: 228
- попис становништва 1953. године: 307
- попис становништва 1961. године: 450
- попис становништва 1971. године: 522
- попис становништва 1981. године: 569
- попис становништва 1991. године: 724